# Arbetsbeting
Arbetsbeting är en åtminstone förr använd juridisk term som betecknar ett avtal genom vilket en person förbinder sig att åt en annan mot överenskommen ersättning åstadkomma ett bestämt arbetsresultat, inte enbart utföra ett visst arbete. 
Erfordrades till arbetets utförande även material, skulle detta, enligt den romerska rättens bestämmelse, lämnas av den för vars räkning arbetet utfördes (arbetsgivaren). Till arbetsbeting kom dock senare även att räknas sådana avtal om utförande av ett visst arbete, enligt vilket den, som åtagit sig arbetets utförande (entreprenören), själv tillsläppte materialet, erhuru ett dylikt avtal hade mycken likhet med köpeavtalet. 
Om bestämmelserna i köplagen hävdas på arbetsbeting blir den som utfört arbetet (tillverkningen) ålagd att göra om arbetet (tillverka ett nytt ting) och därtill stå för materialet själv, undantaget byggnadsentreprenader som enligt bestämmelse faller utanför avtalstypen. 
Nära jämförbart med arbetsbeting är tillverkningsavtal, en form av avtal där en avtalspart åtar sig att på uppdrag tillverka något åt den andra parten.

## Ackord
Beting är en typ av ackordsarbete där en bestämd mängd arbete ger en överenskommen betalning. Detta leder till att en rask arbetstagare kan avsluta arbetet på kortare tid, men om problem uppkommer kan den överenskomna uppgiften ta lång tid utan att ersättningen höjs.

## Skola
Beting i skolan är när man får arbetsuppgifter att göra hemma, som ska vara klara till en bestämd dag.